# 香港籃總盃
香港籃總盃，是香港籃球總會於2018年創立，为了讓球迷欣賞到更多本地籃球賽事而创办的杯赛。甲一及甲二聯賽球隊将获得资格參加该项杯赛。

## 賽事歷史
香港籃球總會有見香港甲二籃球聯賽近年在外援效應下掀起熱潮，加上受英國足球由不同組別球會角逐的盃賽啟發，所以經過兩年的諮詢和籌備後，籃總於2017年12月4日宣佈在沒有政府贊助下，自資7位數字於2018年首辦「香港籃總盃」，讓球迷欣賞到更多本地籃球賽事。
如反應理想，香港籃球總會希望能向政府申請資源，將籃總盃列為年度恒常賽事。

## 賽事制度
籃總盃集合甲一及甲二聯賽共16支球隊參加，逢周六及周日作賽，每日4場，於2018年1月6日在修頓室內場館展開，初賽分四組進行單循環比賽，各組首和次名晉級淘汰賽，冠軍及季軍戰採三場兩勝制，故整個賽事將有34至36場賽賽。
根據賽制，甲一組球隊可註冊一名居港球員，而甲二組球隊則可註冊兩名居港球員或外援，作為首屆賽事指定合作媒體的香港有線電視，屆時將直播季軍及冠軍戰等超過20場比賽。
2018年1月6日，在灣仔修頓室內場館舉行晉裕對飛鷹的賽事，便是香港開埠而來首度有甲一及甲二球隊同場出賽。

## 參賽球隊
| 甲一組球隊                                      | 甲二組球隊                                |
| ----------------------------------------------- | ----------------------------------------- |
| 南華 遊協 標準福建 滿貫 東方龍獅 飛鷹 永倫 南青 | 建龍 安青 日域 晉龍WTS 晉裕 旭暉 漢友 DOS |

## 外部連結
- 香港籃球總會網頁 （页面存档备份，存于）